# 第3回ボストン映画批評家協会賞
3rd BSFC Awards

1983年2月6日

作品賞: 

E.T.
第3回ボストン映画批評家協会賞（だい3かいボストンえいがひひょうかきょうかいしょう）は1982年の映画を対象としており、1983年2月6日に発表された。

## 受賞一覧

### 作品賞
- 『E.T.』 (スティーヴン・スピルバーグ監督)

### 監督賞
- スティーヴン・スピルバーグ - 『E.T.』

### 主演男優賞
- ダスティン・ホフマン  - 『トッツィー』

### 主演女優賞
- メリル・ストリープ - 『ソフィーの選択』

### 助演男優賞
- ミッキー・ローク - 『ダイナー』

### 助演女優賞
- ジェシカ・ラング - 『トッツィー』

### 脚本賞
- バリー・レヴィンソン - 『ダイナー』

### 撮影賞
- アレン・ダヴィオー - 『E.T.』

### ドキュメンタリー映画賞
- 『アトミック・カフェ』

### 外国語映画賞
- Tre fratelli イタリア